# Marie Bigot
Marie Bigot de Morogues, z domu Kiéné (ur. 3 marca 1786 w Colmar, zm. 16 września 1820 w Paryżu) – francuska pianistka.

## Życiorys
Od 1804 roku koncertowała w Wiedniu, gdzie spotkała się z uznaniem Josepha Haydna i Ludwiga van Beethovena. Wykonywała głównie utwory fortepianowe klasyków wiedeńskich. Od 1809 roku mieszkała w Paryżu, gdzie zajęła się pracą pedagogiczną. Jej uczniem przez pewien czas był siedmioletni Felix Mendelssohn-Bartholdy.
Komponowała własne utwory fortepianowe.